# John Terborgh

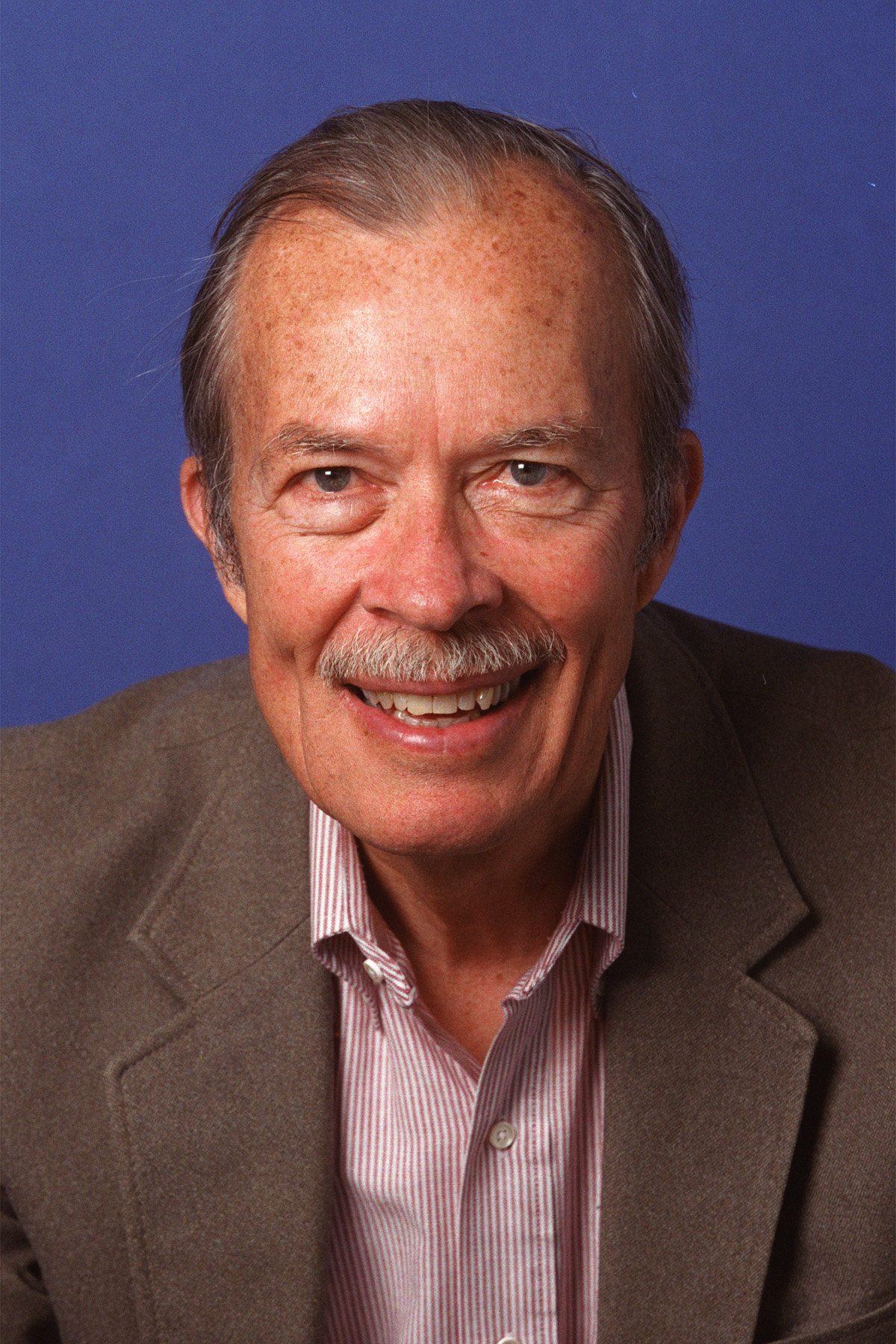
John Whittle Terborgh

John Whittle Terborgh (* 16. April 1936 in Washington, D.C.) ist ein US-amerikanischer Ökologe, Naturschutzbiologe, Ornithologe und Botaniker.

## Leben
1958 erlangte Terborgh den Bachelor of Arts. 1960 graduierte er zum Master of Arts und 1963 wurde mit der Dissertation Studies on the growth and morphogenesis of Acetabularia crenulata an der Harvard University zum Ph.D. in Pflanzenphysiologie promoviert.
Von 1963 bis 1965 war er Wissenschaftlicher Mitarbeiter beim Konzern Tyco Laboratories, Inc. Von 1965 bis 1970 war er Assistenzdozent in Botanik an der University of Maryland.
Von 1971 bis 1978 war er Außerordentlicher Professor und von 1978 bis 1989 war er Professor für Biologie an der Princeton University. 1973 gründete Terborgh eine Feldstation im peruanischen Nationalpark Manú, wo mehr als 100 Wissenschaftler Forschungsprojekte betrieben haben. 1984 erhielt er ein Forschungsstipendium der John Simon Guggenheim Memorial Foundation. 
Terborgh war von 1991 bis 2006 James B. Duke Professor für Umweltwissenschaften und Co-Direktor des Zentrums für Tropenschutz an der Duke University. Seit 2006 ist er emeritiert. Er war 35 Jahre aktiv in Fragen der Tropenökologie und des Naturschutzes involviert. Als Experte für Vogel- und Säugetierökologie in neotropischen Wäldern hat John Whittle Terborgh nahezu 300 wissenschaftliche Artikel und mehrere Bücher zu Naturschutzthemen veröffentlicht, darunter Where Have All the Birds Gone? Essays on the Biology and Conservation of Birds That Migrate to the American Tropics im Jahr 1989, Diversity and The Tropical Rainforest im Jahr 1992, Peru’s Amazonian Eden: Manu National Park and Biosphere Reserve im Jahr 1998 und Requiem for Nature im Jahr 1999.
1977 war er gemeinsam mit John W. Fitzpatrick und David E. Willard Erstbeschreiber des Bindenflügel-Zaunkönigs (Henicorhina leucoptera).

## Ehrungen und Dedikationsnamen
1987 wurde Terborgh zum Fellow of the American Academy of Arts and Sciences gewählt. 1989 wurde er Mitglied der National Academy of Sciences. 1992 erhielt er den Wildlife Publication Award der Organisation The Wildlife Society. Im selben Jahr wurde er mit einem MacArthur Fellowship ausgezeichnet. 1996 wurde er mit der Daniel Giraud Elliot Medal der National Academy of Sciences prämiert.
James V. Remsen benannte 1993 die Vilcabambabuschammer (Atlapetes terborghi) zu Ehren von John Terborgh. Außerdem wurde ihm die Hochland-Bennettschwalm-Unterart (Aegotheles affinis terborghi Diamond, 1967) gewidmet.